# ケネス・キューネン

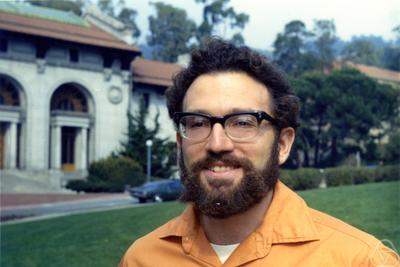
ケネス・キューネン

ハーバート・ケネス・キューネン（Herbert Kenneth Kunen、1943年8月2日 - 2020年8月14日）は、アメリカ合衆国の数学者。
キューネンはスタンフォード大学で1968年に博士号を取得している。指導教員はデイナ・スコットであった。

## 人物
ウィスコンシン大学マディソン校
の数学名誉教授で、集合論及び集合論的位相空間論や測度論を研究している。
ループのような非結合的代数系に関してもOtterなどといった自動定理証明システムを用いて
定理を証明し功績をあげている。
キューネンは構成可能宇宙の非自明な初等埋め込み j:L→L が存在すれば、
0#が存在することを示した。
また、彼はHuge cardinalの存在性が無矛盾なら
{\displaystyle \aleph _{1}} 上のnormalな{\displaystyle \aleph _{2}}-飽和イデアルの存在が無矛盾であることも示している。
彼は可測基数 {\displaystyle \kappa } が {\displaystyle 2^{\kappa }>\kappa ^{+}} となるか強コンパクト基数であるなら
{\displaystyle \kappa } 個の可測基数が存在する集合論の内部モデルが存在することを示して、
iterated ultrapowersの方法を提唱した。
彼が証明したキューネンの無矛盾性定理は、ラインハルト基数の存在を示唆する非自明な初等埋め込み {\displaystyle V\to V} の不可能性を示しており、これは1970年代当時、（巨大基数に関わる）集合論の研究者たちに大きな衝撃を与えた。

## 主な著作
- Set Theory. College Publications, 2011. ISBN 978-1848900509.
- The Foundations of Mathematics. College Publications, 2009.  ISBN 978-1904987147.
  - 翻訳『キューネン数学基礎論講義』藤田博司 訳 日本評論社 2016年 ISBN 978-4-535-78748-3
- Set Theory: An Introduction to Independence Proofs. North-Holland, 1980. ISBN 0-444-85401-0.
  - 翻訳『集合論―独立性証明への案内』藤田博司 訳 日本評論社 2008年 ISBN 4535783829
- (co-edited with Jerry E. Vaughan). Handbook of Set-Theoretic Topology. North-Holland, 1984. ISBN 0-444-86580-2.

## 参照
1. ↑  ケネス・キューネン - Mathematics Genealogy Project （英語）
2. ↑  http://www.math.wisc.edu/~apache/emeriti.html [リンク切れ]